# Ілай Файнгольд
Ілай Файнгольд (івр. עילי פיינגולד, нар. 23 серпня 2004, Нетанья) — ізраїльський футболіст, захисник клубу «Маккабі» (Хайфа).
Виступав за молодіжну збірну Ізраїлю.

## Клубна кар'єра
Народився 23 серпня 2004 року в місті Нетанья. Вихованець юнацьких команд футбольних клубів «Маккабі» (Нетанья), «Хапоель» (Раанана) та «Маккабі» (Хайфа).
У дорослому футболі дебютував 2022 року виступами за головну команду «Маккабі» (Хайфа).

## Виступи за збірні
2021 року дебютував у складі юнацької збірної Ізраїлю (U-18), загалом на юнацькому рівні взяв участь у 22 іграх, відзначившись одним забитим голом.
З 2023 року залучається до складу молодіжної збірної Ізраїлю.
2024 року був включений до заявки олімпійської збірної Ізраїлю для участі у футбольному турнірі на тогорічних Олімпійських іграх у Парижі.

## Досягнення
- Чемпіон Ізраїлю: 2022–23
- Володар Суперкубка Ізраїлю: 2023